# Nycteola grisescens
Nycteola grisescens är en fjärilsart som beskrevs av  1953. Nycteola grisescens ingår i släktet Nycteola och familjen trågspinnare. Inga underarter finns listade i Catalogue of Life.